# 페르난다 바스콘셀루스
페르난다 바스콘셀루스(Fernanda Vasconcellos, 1984년 7월 2일 ~ )는 브라질의 배우이다.